# Тишри
Тишреи (или Тишри) (: [] или ) (хебрејски: תִּשְׁרֵי‎ (תִּשְׁרִי‎) Стандардни Тишре (Тишри) тиберијски Тишрê (Тишри); од акадског ташриту „Почетак”, од шурру „почети”) је први месец грађанске и седми месец верске године у хебрејском календару. Име долази из Талмуда. У Библији се назива Етханим (хебрејски: אֵתָנִים). То је јесењи месец од 30 дана. обично пада на септембар—октобар у грегоријанском календару, и поклапа се са осмим или деветим мјесецом кинеског календара.